# Mountainbike-Marathon-Weltmeisterschaften 2018
Die UCI-Mountainbike-Marathon-Weltmeisterschaften 2018 fanden am 15. September 2018 im italienischen Auronzo di Cadore statt. Das Rennen der Männer war 102 km lang, jenes der Frauen 89 km.
Die Union Cycliste Internationale gab die Vergabe der Titelkämpfe im Oktober 2016 bekannt.
Italien war nach 2008, 2011 und 2015 zum vierten Mal Ausrichter der Mountainbike-Marathon-Weltmeisterschaften.

## Männer
| Platz | Land | Athlet               | Zeit      |
| ----- | ---- | -------------------- | --------- |
| 1     | BRA  | Henrique Avancini    | 5:08:28 h |
| 2     | AUT  | Daniel Geismayr      | 5:08:30 h |
| 3     | COL  | Héctor Leonardo Páez | 5:08:35 h |
| 4     | SUI  | Mathias Flückinger   | 5:10:09 h |
| 12    | AUT  | Alban Lakata         |           |

Datum: 15. September 2018

Der amtierende Weltmeister war Alban Lakata aus Österreich.

## Frauen
| Platz | Land | Athlet                 | Zeit      |
| ----- | ---- | ---------------------- | --------- |
| 1     | DEN  | Annika Langvad         | 4:53:13 h |
| 2     | POL  | Maja Włoszczowska      | 4:58:31 h |
| 3     | NOR  | Gunn-Rita Dahle Flesjå | 5:05:25 h |
| 9     | GER  | Adelheid Morath        | 5:17:59 h |

Datum: 15. September 2018

Die amtierende Weltmeisterin war Annika Langvad aus Dänemark.
Die ursprünglich Zweitplatzierte des Rennens Christina Kollmann-Forstner wurde aufgrund Dopings aus den Ergebnislisten gestrichen.